# (8391) Kring
(8391) Kring est un astéroïde de la ceinture principale.

## Description
(8391) Kring est un astéroïde de la ceinture principale. Il fut découvert le 20 avril 1993 à Kitt Peak par le projet Spacewatch. Il présente une orbite caractérisée par un demi-grand axe de 3,12 UA, une excentricité de 0,11 et une inclinaison de 3,0° par rapport à l'écliptique.

## Compléments